# Залесь (Седлецький повіт)
Залесь (пол. Zaleś) — село в Польщі, у гміні Корчев Седлецького повіту Мазовецького воєводства.
Населення — 27 осіб (2011).
У 1975-1998 роках село належало до Седлецького воєводства.

## Демографія
Демографічна структура станом на 31 березня 2011 року:
|          | Загалом | Допрацездатний вік | Працездатний вік | Постпрацездатний вік |
| -------- | ------- | ------------------ | ---------------- | -------------------- |
| Чоловіки | 14      | 4                  | 5                | 5                    |
| Жінки    | 13      | 2                  | 4                | 7                    |
| Разом    | 27      | 6                  | 9                | 12                   |